# 양백기

양백기 깃발

양백기 (鑲白旗, 만주어: ᡴᡠᠪᡠᡥᡝ
ᡧᠠᠩᡤᡳᠶᠠᠨ
ᡤᡡᠰᠠ, 묄렌도르프: kubuhe šanggiyan gūsa, 청: kubuhe xanggiyan gvsa)는 청나라 팔기 중 하나로, 양백기로 이름 붙혀졌고, 기주는 화석숙친왕이다. 정홍기, 양홍기, 정람기, 양람기와 함께 하오기로 불린다.

## 개요
양백기는 만주 · 몽골 · 한군으로 나뉘어, 제왕, 패륵, 패자가 분담해서 통치하였다.
청나라 말기의 양백기인은 84개의 정좌령이 배치되어있고, 병사는 2만 6천명, 가족을 모두 포함하면 약 13만명이다.
《광서회전사례(光绪会典事例)》의 기록을 보면, 좌령의 정원 비율이 종실 1개, 각라 1개, 몽골 4개, 만주 78개로 기록되어있다.

## 양백기 출신 인물
| 만주                   | 만주                                | 몽골     |
| ---------------------- | ----------------------------------- | -------- |
| - 후르한 - 산치 - 철량 | - 카와시마 요시코 - 김벽동 - 관향응 | - 명안도 |

## 같이 보기
- 팔기제